# Glossit
Glossit är infektion eller inflammation av tungan. Utseendeförändringar gällande form och färg. I extrema fall av glossit så kan tungan svälla upp så mycket så att luftvägarna blockeras. Glossodyni (smärta i tungan) kan förekomma.
I normala fall så brukar glossiten gå över vid behandling av inflammationen. Orsaken kan även vara en rad bristtillstånd som till exempel vitamin B12-brist.
Glossit kan även orsakas av allergiska reaktioner mot exempelvis livsmedel eller läkemedel, bakterie-, svamp-, eller virusinfektioner såsom munherpes (munsår), hudsjukdomar, irriterande ämnen såsom alkohol, tobak, het mat eller kryddor, samt hormonell obalans.
Bland de patienter som har en brist på vitamin B12 har upp till 25 procent glossit. Om tillståndet inte behandlas kan till slut över halva tungan vara drabbad.